# Процес E-6
Процес E-6 - є широко поширеним фотографічним процесом, який використовується для проявлення плівки Ektachrome, Fujichrome та інших марок реверсивної кольорової плівки . Процес використовується як у комерційних фотолабораторіях, так і в аматорських умовах. Однак він дуже чутливий до використання точної температури першої ванни проявлення та першого прання.
Процес існує в декількох варіантах з різною кількістю ванн.
Процес E-6 замінив раніше використовувані процеси E-1 до E-5, і він повинен бути більш екологічним завдяки менш токсичним хімікатам.

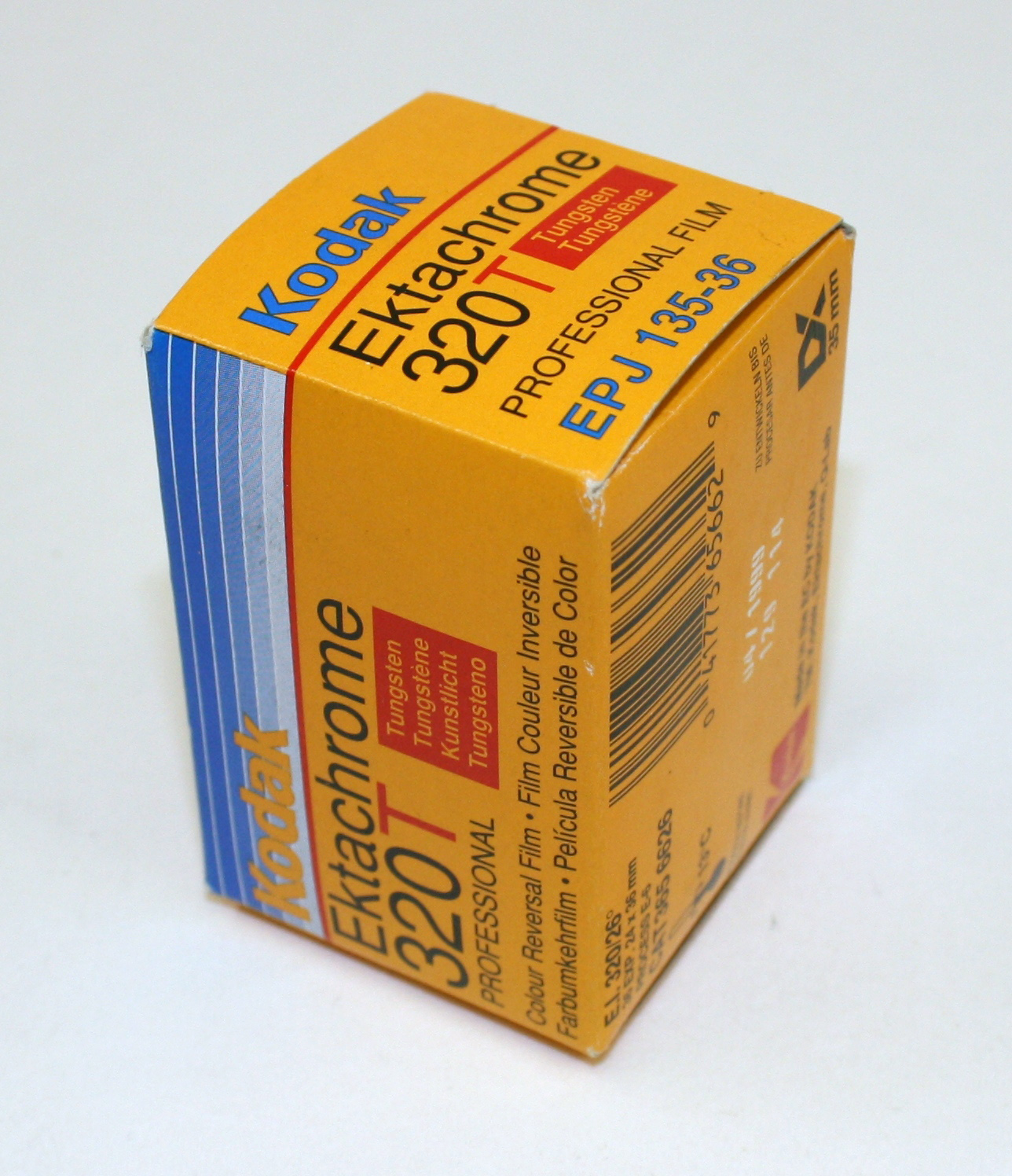
Професійна кольорова плівка Kodak Ektachrome 320T

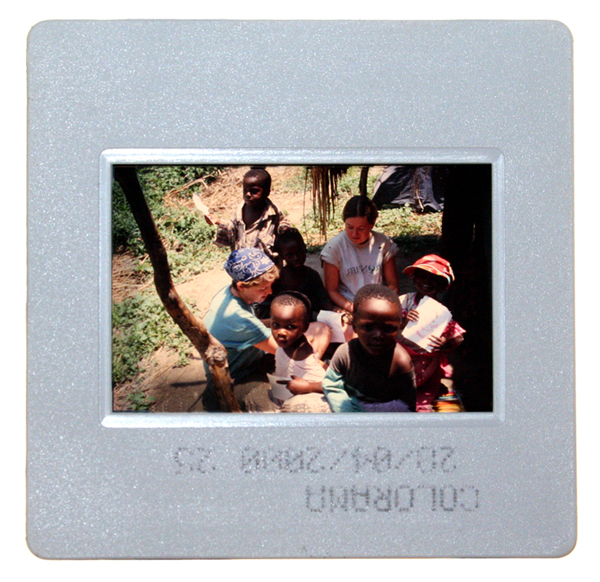
Кольоровий слайд (реверсивна плівка) в рамці

### Зовнішні посилання
- Розвиток гірки в домашніх умовах - триванний процес Е6
- Стаття на fotoaparat.cz

- - KODAK PROFESSIONAL Chemicals, процес E-6
  - Kodak Process E-6 Публікація Z-119
  - Посібник з керування процесами Kodak Q-LAB
  - Kodak Professional First Developer Replenisher, процес E-6 (PDF)

бібліотеки FujiFilm USA Product Bulletin